# Isle of Man TT en Manx Grand Prix (omgeving Bishopscourt)

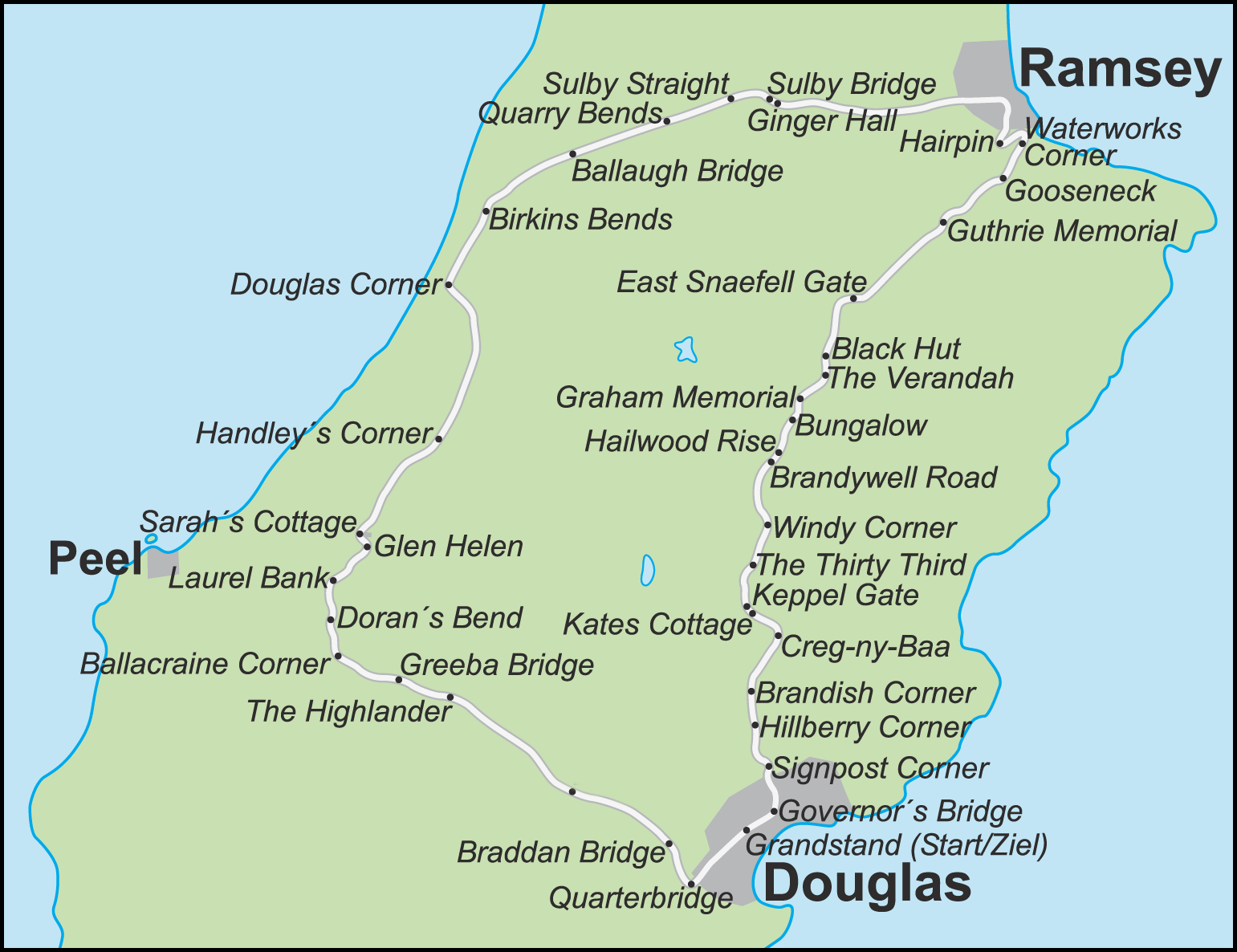
Bishopscourt ligt aan het westelijk deel van de Mountain Course tussen Birkin's Bend en Ballaugh Bridge.

De Isle of Man TT en de Manx Grand Prix werden of worden deels verreden in de omgeving van Bishopscourt, een landgoed in de buurt van Kirk Michael op Man.
De omgeving van Bishopscourt maakte ook al deel uit van de Highroads Course en de Four Inch Course die gebruikt werden voor de Gordon Bennett Trial en de RAC Tourist Trophy van 1904 tot 1922. Het maakt ook deel uit van de Snaefell Mountain Course, het stratencircuit waarop de Isle of Man TT en de Manx Grand Prix worden verreden. 

## Circuitverloop
| - Graham Walker die hier in de jaren dertig reed schreef over dit stuk: "nearly two miles of perfect surface and full throttle, with one right sweep that can only just be negotiated flat out." Die rechter bocht was Alpine Cottage, maar omdat het geen officieel markant punt was kende hij de naam kennelijk niet. - Geoff Duke kwam in 1955 in grote problemen bij Orrisdale North toen hij slipte over gesmolten asfalt en zijn motorfiets helemaal dwars kwam te staan. Hij kreeg de situatie onder controle, maar het maakte wel indruk, want naar eigen zeggen had hij er nog mijlen "last van". - Geoff Duke (Gilera) vergiste zich met 225 km/h in Alpine Cottage en kwam in de goot naast de weg terecht. - John Surtees nam met zijn MV Agusta minder risico's, maar hij kon de bocht niet meer volgas nemen, wat hij met de Norton Manx wel kon. - In 1966 viel Tarquinio Provini tijdens de ochtendtraining tussen Alpine Cottage en Balla Cobb zo hard dat hij zijn carrière moest beëindigen. Men weet zijn val aan de laagstaande zon, maar 25 jaar later meldde het blad "Classic Bike" dat de versnellingsbak van zijn Benelli was vastgeslagen door een fout van de monteurs. - Na 11 jaar afwezigheid kwam Mike Hailwood in 1978 terug naar het eiland en won prompt de Formula One TT, maar John Watterson, de sportverslaggever van de "Manx Independent" zag iets vreemds. Hij stond te kijken bij Alpine Cottage en zag dat Hailwood deze bocht in elke ronde met ingeknepen koppeling en veel te ruim nam. Het leek erop dat hij zich elke keer in de bocht vergiste. Hailwood heeft nooit een verklaring gegeven voor die vreemde manier van rijden. - In 1984 blokkeerde de voorrem van Ray Swann. Bij de onvermijdelijke val sloeg zijn pols tegen het asfalt, maar die was beschermd door een gipsverband dat er nog om zat na een val tijdens een race op het Britse eiland. De pers noemde hem "The luckiest man on the island on Friday". - Tijdens de Manx Grand Prix van 2010 raakte Oliver Linsdell zwaargewond na een val bij Orrisdale North. - Ray Knight, voormalig coureur en ervaren op het eiland Man, schreef de "Isle of Man TT Rider's Guide", vol tips voor de coureurs. Hij vond het voor newcomers verstandig om bij Alpine Cottage aandacht te besteden aan hun positie op de weg vóór de bochten tussen Dub Cottage en Alpine Cottage, maar voor ervaren coureurs schreef hij dat "de gaskabel geen moment slap mag hangen, ongeacht waar je op rijdt". |

Na het rechte stuk dat de sectie Rhencullen afsluit rijden de coureurs op hoge snelheid de door muren en bomen omzoomde sectie Bishopscourt in. Dit lijkt bij zonnig weer een donkere tunnel, maar het probleem was vroeger, toen er nog ochtendtrainingen waren, groter. Dan hadden de coureurs bij Rhencullen de laagstaande zon in de ogen gehad. Bishopscourt is een van de breedste secties van de Mountain Course.

## Bishopscourt Farm Bends
Na de passage van Bishopscourt rijden de coureurs ongeveer 2 kilometer door flauwe bochten naar Ballaugh Bridge. Omdat er op dit stuk weinig gebeurt zijn er ook geen officiële namen van markers, maar meteen na Bishopscourt rijdt men tussen twee boerderijen door: Bishopscourt Farm rechts en Lower Bishopscourt Farm links van de weg. Meteen na de boerderijen ligt een blinde rechter bocht, Bishopscourt Farm Bends, waarover John McGuinness ooit zei: "Die rechter bocht… je bent gewoon een passagier. Je zit op een torpedo die doet wat hij wil en je moet hem dat gewoon laten doen. Je rijdt ongeveer 290 kilometer per uur en je kunt niets zien."

## Bishopscourt Straight, Orrisdale North, 16e mijlpaal en Dub Cottage (Bishop's Dub)
Na Bishopscourt Farm Bends, waar de snelheid al zeer hoog ligt, volgt een volgas deel richting Ballaugh Bridge, dat onofficieel Bishopscourt Straight wordt genoemd, met nog één officiële marker, Orrisdale North. Orrisdale North (Oudnoords: Haeringsstadr of Haering's boerderij) is de kruising van de A3 met de C19 Orrisdale Loop Road en de D13 Bolyn Road in de civil parish Ballaugh. Hier passeert men de 16e mijlpaal van de Mountain Course. De rijders gaan dan over een recht stuk richting Dub Cottage, dat genoemd is naar de drassige poel (dub) die erachter ligt en die vroeger Bishop's Dub heette. De poel groeit in de wintermaanden uit tot een klein meertje dat bezocht wordt door trekvogels uit Noord-Europa. Hier begint een gedeelte met wat snelle bochten, die coureurs tot in de jaren dertig noopten wat rustig aan te doen, ook al door de slechte weg. 

## Alpine Cottage en Balla Cobb
Daarna werd de weg verbreed en verbeterd en tegenwoordig kan men er praktisch volgas doorheen rijden richting Alpine Cottage (Manx: Ballacumkeil of smal of klein ballacum) en Alpine House. De naam "Alpine" is modern en dateert van het einde van de 19e eeuw. Een onderzoek wees in het verleden uit dat de omgeving in de jaren zestig van de 19e eeuw nog "Cronk Skeylt" heette, wat weer een verbastering was van "Cronk Skeill" (heuvel van de kerk). De hogere snelheden zorgden juist bij Alpine Cottage voor grote problemen, want vanaf 1969 eiste de bocht niet minder dan tien levens. De eersten die last kregen van het gedrag van weliswaar sterke, maar ook topzware motorfietsen waren de coureurs met de viercilinder Gilera's en MV Agusta's, zeker als de tanks nog vol waren. Bij Alpine Cottage staat een windzak, want dit is een van de twee wachtplaatsen van de reddingshelikopters. De andere staat bij Keppel Gate.
Na Alpine Cottage rijdt men tussen de heggen door richting Ballaugh, langs een bushalte en de inrit van de grote boerderij Balla Cobb. De naam stamt uit het Manx-Gaelisch en omdat "Balla" boerderij betekent was het vroeger waarschijnlijk bekend als "boerderij van McCobb". De weg slingert er nog een beetje, maar men kan er over het algemeen volgas blijven rijden. Alleen in 1965 werd hier een inhaalverbod voor zijspancombinaties ingesteld. Er stonden waarschuwingsborden en overtreders werden gediskwalificeerd.

## Dodelijke ongevallen bij Bishopscourt
- Op 4 juni 1951 verongelukte John Wenman met een Norton Manx tijdens de Junior TT bij Rhencullen Hill/Bishopscourt.
- Op 8 juni 1953 verongelukte Harry Stephen met een Norton Manx tijdens de Junior TT.
- Op 4 september 1962 verongelukte Charles Robinson met een 305cc Honda CR 77 tijdens de Junior Race van de Manx Grand Prix.

## Dodelijke ongevallen bij Orrisdale North en Alpine Cottage
- Op 6 juni 1969 verongelukte Arthur Lavington tijdens de training voor de Isle of Man TT met een Velocette KTT Mk VIII bij Alpine Cottage
- Op 25 augustus 1969 verongelukte Gordon Taylor tijdens de training voor de Manx Grand Prix met een 325cc Kawasaki bij Alpine Cottage
- Op 7 september 1976 verongelukte David Featherstone tijdens de Junior Race van de Manx Grand Prix met een 350cc Yamaha bij Alpine Cottage.
- Op 30 augustus 1977 verongelukte Peter Tulley tijdens de training voor de Manx Grand Prix met een 350cc Yamaha bij Alpine Cottage.
- Op 28 mei 1985 verongelukte de zijspancombinatie van de broers Sven Tomas- en Mats Urban Eriksson tijdens de training voor de Sidecar TT met een 750cc Yamaha bij Alpine Cottage
- Op 1 september 1995 verongelukte Nicholas Teale tijdens de Lightweight Race van de Manx Grand Prix met een 250cc Yamaha bij Alpine Cottage.
- Op 25 augustus 2003 verongelukte Martin Farley tijdens de Newcomers race van de Manx Grand Prix met een 600cc Yamaha bij Alpine Cottage.
- Op 1 september 2009 verongelukte de muzikant Jace Drake-Brockman die korte tijd deel had uitgemaakt van de groep Echo & the Bunnymen. Brockman was een liefhebber van klassieke racers en botste bij Orrisdale North met een BSA tegen een ambulance. Dit ongeval gebeurde in de week van de Manx Grand Prix, maar niet tijdens wedstrijden.
- Op 1 september 2010 verongelukte Jamie Adam tijdens de Junior Race van de Manx Grand Prix met een 600cc Suzuki en tijdens dezelfde race verongelukte Chris Bradshaw met een 600cc Yamaha bij Alpine Cottage.

## Trivia
- In de jaren zestig werd travelling marshal "Kipper" Killip op onderzoek gestuurd omdat ongeveer 30 coureurs Ballaugh Bridge niet bereikt hadden. Hij vermoedde een zeer ernstig ongeluk bij Bishopscourt, maar vond de coureurs langs de weg, onder de bomen schuilend voor een hevige regenbui.
- Jock Taylor won een aantal sidecar TT's en ook een wereldtitel, maar hij bedacht dat Bishopscourt Straight een van de weinige mogelijkheden bood om even zijn motortemperatuur te controleren. Vervolgens schuurde zijn zijspancombinatie met 210 km/h door de knoflookplanten langs de kant. Hij loste het op door de temperatuurmeter te verplaatsen naar het zijspan, zodat die verantwoordelijkheid bij de bakkenist kwam te liggen.